# 메타폴리테프시
메타폴리테프시(그리스어: Μεταπολίτευση, 정권 교체)는 그리스 역사에서 그리스 군사 정권이 몰락한 뒤 1974년 그리스 의회 선거가 열리고 민주화가 되기까지의 과도기를 일컫는다.
메타폴리테프시는 군사 독재 정권의 수장 요르요스 파파도풀로스가 자유화 계획을 내놓으면서 시작되었다. 파나요티스 카넬로풀로스, 스테파노스 스테파노풀로스 등 저명한 정치인들이 이에 반대하였다. 파파도풀로스의 계획은 대규모 反독재 시위였던 아테네 종합기술학교 시위로 철회되었으며, 디미트리오스 요안니데스의 정변 시도가 이어졌다.
요안니데스는 키프로스 대통령 마카리오스 3세에 대항하여 쿠데타를 일으켰으나 실패하고 이후 터키의 침공으로 군사 정권이 몰락하였으며, 콘스탄티노스 카라만리스 전 총리가 이끄는 과도 정권인 "국민 통합 정부"가 들어섰다. 카라만리스는 그리스 공산당을 합법화하였으며 신민주주의당을 창당하여 1974년 선거에서 승리하였다.

## 같이 보기
- 스페인의 민주화